# Fuxing, Handan
Fuxing är ett stadsdistrikt i Handan i Hebei-provinsen i norra Kina.